# Metemma
Metemma (även Metemma Yohannes eller Genda Wuha) är en ort i Etiopien. Den är belägen i regionen Amhara, i den nordvästra delen av landet, 500 km nordväst om huvudstaden Addis Abeba. Antalet invånare uppskattades till 5 581 i juli 2005.